# St Merryn
St Merryn est une paroisse civile et un village des Cornouailles, en Angleterre.